# Coelossia
Coelossia Simon, 1895 è un genere di ragni appartenente alla famiglia Araneidae.

## Distribuzione
Le due specie oggi note di questo genere sono state rinvenute in Africa, (Sierra Leone, Madagascar e isole Mauritius).

## Tassonomia
Dal 1903 non sono stati esaminati esemplari di questo genere.
A dicembre 2013, si compone di due specie:
- Coelossia aciculata Simon, 1895[2] - Sierra Leone
- Coelossia trituberculata Simon, 1903 - isole Mauritius, Madagascar